# Clemente XIV
Clemente XIV (Sant'Arcangelo di Romagna, 31 de octubre de 1705-Roma, 22 de septiembre de 1774) fue el 249.o papa de la Iglesia católica desde el 19 de mayo de 1769 hasta su muerte en 1774.

## Orígenes y formación
Nacido Giovanni Vincenzo Antonio Ganganelli, nació en Santarcangelo di Romagna en 1705  como segundo hijo de Lorenzo Ganganelli, médico, y Angela Serafina Maria Mazza. Recibió el sacramento del bautismo el 2 de noviembre de 1705 en la parroquia de Sant'Agata. Los otros hijos fueron Tommaso, Alessandra y Vittioria (Porzia).
Estudió en un colegio de los jesuitas de Rímini y luego en la escuela de los Hermanos Piaristas de Urbino. Ingresó en la orden de los Franciscanos Menores Conventuales en Mondaino, provincia de Forlí, el 15 de mayo de 1723, tomando el nombre de Lorenzo Francesco. Profesó como miembro de pleno derecho de esa orden el 18 de mayo de 1724. Fue enviado a los conventos de Pesaro , Fano y Recanati de 1724 a 1728, donde realizó sus estudios teológicos. En 1731 obtuvo el doctorado en teología en la Universidad La Sapienza de Roma. Definidor de su orden en 1741, renunció por dos veces al generalato de la misma. Fue un excelente teólogo, pero también músico, poeta y un consumado jinete. 
Fue ordenado sacerdote en esa época, después de recibir su doctorado, y enseñó filosofía y teología durante casi una década en Ascoli , Bolonia y Milán . Más tarde regresó a Roma como regente del colegio en el que estudió y fue elegido Definidor General de la orden en 1741.  En los capítulos generales de su orden en 1753 y 1756, declinó el generalato de su orden y algunos rumorearon que se debía a su deseo de un cargo más alto.
Ganganelli se hizo amigo del Papa Benedicto XIV, quien en 1758 lo nombró para investigar la cuestión del tradicional libelo de sangre respecto de los judíos, que Ganganelli consideró falso.

## Cardenalato
El 24 de septiembre de 1759, el Papa Clemente XIII elevó a Ganganelli al cardenalato y lo nombró cardenal presbítero de San Lorenzo in Panisperna. Su elevación se produjo por insistencia de Lorenzo Ricci, que era el Superior General de la Compañía de Jesús.  
Ganganelli optó por convertirse en Cardenal-Sacerdote de los Santi XII Apostoli en 1762.  En 1768 fue nombrado "ponente" de la causa de beatificación de Juan de Palafox y Mendoza.

## Papado
En el cónclave Papal de 1769, Antonio Ganganelli resultó elegido sumo pontífice. La elección papal estuvo casi completamente dominado por el problema de la Compañía de Jesús. Durante el pontificado anterior, los jesuitas habían sido expulsados de Portugal y de todas las cortes de la Casa de Borbón, que incluía Francia, España, Nápoles y Sicilia, y Parma. En enero de 1769, estas potencias exigieron formalmente la disolución de la Compañía. Clemente XIII había planeado un consistorio para discutir el asunto, pero murió el 2 de febrero, la noche anterior a su celebración.
El 19 de mayo de 1769, el cardenal Ganganelli fue elegido como candidato de compromiso en gran parte debido al apoyo de las cortes borbónicas, que esperaban que suprimiera la Compañía de Jesús. Ganganelli, que había sido educado por jesuitas, no se comprometió, pero indicó que pensaba que la disolución era posible.
Como curiosidad, cuando el cardenal Ganganelli fue elegido, al principio quiso tomar el nombre de Sixto VI, en homenaje al último Papa franciscano antes que él, Sixto V (que, a su vez, por la misma razón, había honrado a Sixto IV). Sin embargo, los cardenales le disuadieron, ya que pensaban que el mundo se reiría de un nombre tan cacofónico. El electo luego optó por el nombre de Clemente XIV, en honor de su predecesor, Clemente XIII. No siendo aún obispo, fue inmediatamente consagrado por el cardenal Federico Marcello Lante, obispo de Porto-Santa Rufina y vicedecano del Colegio cardenalicio, y seguidamente coronado por el cardenal Alessandro Albani, protodiácono de Santa Maria in Via Lata.
Si bien su antecesor había resistido las presiones de Francia y España frente al empeño de éstas de que disolviese la orden de los Jesuitas, Clemente XIV no mantuvo aquella entereza. Justificando su claudicación con base en el restablecimiento de la paz, el 21 de julio de 1773 promulgó el breve Dominus ac Redemptor, por el que quedaba disuelta la Compañía de Jesús. Aquel acto le fue recompensado de inmediato con la devolución de los territorios previamente ocupados por Francia (Aviñón y el condado Venesino), y por España (señoríos de Benevento y Pontecorvo) por los monarcas francés y español.

## Muerte
Murió en Roma el 22 de septiembre de 1774; fue sepultado en la Patriarcal Basílica Vaticana. En el año 1802 sus restos fueron trasladados a la Basilíca de los Santos XII Apóstoles, de la que fue Cardenal titular y donde se le había erigido un monumental cenotafio, obra del célebre escultor Antonio Canova.
Las profecías de San Malaquías, publicadas por primera vez en Venecia en 1595, se refieren en la edición original a este papa como Ursus uelox (El oso rápido).  Este lema muestra un sustantivo y un adjetivo contrapuestos, ya que el oso es un animal de andar pesado y lento que solo es veloz cuando ataca o cuando huye de algún peligro.

## En la literatura
La poeta española Nicolasa de Helguero y Alvarado compuso un largo romance en dos cantos, Vida de nuestro muy santo Padre Clemente XIV, publicado en 1794. La obra sigue parcialmente la biografía de Ganganelli escrita por Caraccioli y traducida al español por Francisco Mariano Nipho.

## En el cine
| Año  | Película | Director     | Personaje         |
| ---- | -------- | ------------ | ----------------- |
| 1984 | Amadeus  | Milos Forman | Vladimir Svitácek |

| Predecesor: Giovanni Teodoro di Baviera | Cardenal presbítero de San Lorenzo en Panisperna 1759 - 1762 | Sucesor: Buenaventura Córdoba Espinosa de la Cerda |
| Predecesor: Enrique Benedicto Estuardo  | Cardenal presbítero de Santos XII Apóstoles 1762 - 1769      | Sucesor: Francisco de Solís Folch de Cardona       |
| Predecesor: Clemente XIII               | Papa 19 de mayo de 1769 - 22 de septiembre de 1774           | Sucesor: Pío VI                                    |